# وارن إينغيرسول
وارن إينغيرسول (بالإنجليزية: Warren Ingersoll)‏ هو لاعب هوكي الحقل أمريكي، ولد في 22 مارس 1908 في فيلادلفيا في الولايات المتحدة، وتوفي في 6 سبتمبر 1995.

## وصلات خارجية
- وارن إينغيرسول على موقع أوليمبيديا (الإنجليزية)